# Gonomyia crinita
Gonomyia crinita är en tvåvingeart som beskrevs av Alexander 1941. Gonomyia crinita ingår i släktet Gonomyia och familjen småharkrankar. Inga underarter finns listade i Catalogue of Life.